# Pegomya bina
Pegomya bina är en tvåvingeart som först beskrevs av Christian Rudolph Wilhelm Wiedemann 1830.  Pegomya bina ingår i släktet Pegomya och familjen blomsterflugor. Inga underarter finns listade i Catalogue of Life.